# Pennaraptora
Pennaraptora (від лат. penna — «пташине перо» і raptor — «злодій» від rapere — «вирвати», що стосується пернатого хижого птаха) — клада динозаврів з групи теропод. Вона визначається як останній спільний предок Oviraptor philoceratops, Deinonychus antirrhopus і Passer domesticus та всіх його нащадків.